# Бадмаєв Улюмджі Очіровіч
Улюмджі Очіровіч Бадмаєв (калм. Бадмин Үлмҗ, 1928, Привільний, Кетченеровський район, Калмицька автономна область, РРФСР — 2010, Калмикія, Росія) — калмицький рапсод, сказитель калмицького епосу «Джангар», джангарчі.

## Біографія
Улюмджі Бадмаєв народився в 1928 році в радгоспі «Привільний» Кетченеровского району Калмицькій автономної області. Трудову діяльність розпочав у 1948 році. Під час депортації калмицького народу був засланий у Сибір. Після повернення на батьківщину в 1957 році працював трактористом.

## Творчість
Перші уроки виконання калмицького епосу Улюмджі Бадмаєв отримав від свого дядька Мангута Шовгорова в ранньому дитинстві. У своїй творчості джангарчі Улюмджі Бадмаєв дотримувався канонічної школи Еелян Овла, яка не дозволяла імпровізації у виконанні «Джангара». Під час співу калмицького епосу Улюмджі Бадмаєв використовував домбру.